# 10612 Houffalize
10612 Houffalize este un asteroid din centura principală, descoperit pe 3 mai 1997, de Eric Elst.